# Kvarnhällorna
Kvarnhällorna is een eilanden van de Lule-archipel. Het eiland is minder dan een hectare en ligt 800 meter van het vasteland van Norrbottens län. Het eilandje heeft geen oeververbinding en heeft geen bebouwing. De naam Kvarn komt in de omgeving van de monding van de Lule meer voor, bijvoorbeeld de baai Kvarnvik en het meer Kvarnträsket. De Lule-archipel ligt in het noorden van de Botnische Golf en hoort bij Zweden.